# 司徒镇 (高邮市)
司徒镇是中华人民共和国江苏省扬州市高邮市一个已撤销的镇。2013年8月15日，江苏省人民政府批复同意撤销司徒镇，将其所辖行政区域划归三垛镇。